# The Jewish Week
Este artigo é sobre um jornal semanal publicado na Cidade de Nova Iorque. Você pode estar procurando por Washington Jewish Week.
The Jewish Week é um jornal semanal independente a serviço da comunidade judaica da área metropolitana da Cidade de Nova Iorque. O The Jewish Week cobre notícias relacionadas à comunidade judaica nessa região e tem distribuição no mundo todo.

## Equipe editorial
Gary Rosenblatt tem sido o editor e publicador desde 1993.

## Conteúdo e política editorial
O The Jewish Week cobre as ultimas notícias relacionadas ao povo judeu de Nova Iorque, Estados Unidos e Israel.
Maiores seções incluem:
- Notícias: Incluindo noticias judaicas regionais de Nova Iorque, notícias nacionais, notícias de Israel e notícias de negócios.
- Exibições: Inclui artes, eventos e exibições juvenis.[citation needed]

## Distribuição
O The Jewish Week publica cinco edições regionais, servindo Manhattan, Long Island, Queens, Condado de Westchester/The Bronx e Brooklyn/Staten Island 
Em 1993 o The New York Times relatou a competição entre os jornais Jewish Weekly citando que o Jewish Week relatou 100 mil impressões casa semana. Das assinaturas 20 mil foram pagos, e 80 mil recebeu a assinatura deles depois de fazer uma doação de caridade. Este fez o The Jewish Week a frente do The Long Island Jewish World o qual relatou 26 mil assinaturas e atrás do The Jewish Press o qual relatou 125 mil de assinaturas. A partir de 2015, o website gaebler.com relatou uma circulação aproximada de 36 mil impressões.

## Prêmios
Em 2000, Rosenblatt o jornal ganharam o prêmio Casey Medal por Jornalismo benemérito do Centro de Jornalismo sobre Crianças e Famílias pela estória "Stolen Innocence", um relato investigativo que descobriu alegações de décadas do abuso infantil por um líder do movimento juvenil e um diretor duma escola secundária, Baruch Lanner. A estória foi inicialmente criticada por ser "fofoca maliciosa". As revelações foram vistos como um "divisor de águas na forma de como a comunidade ortodoxa aborda o abuso sexual" o que leva a demissão e condenação de Lanner.

## Controvérsias
O rabino Steven Pruzansky comparou o Jewish Week ao Der Stürmer, um jornal nazista. Ele mais tarde desculpou-se citando que o jornal não é um Der Stürmer, contudo "mentiras são desenfreadamente publicadas e nos quais são alvos – especialmente rabinos ortodoxos, judeus ortodoxos e a Santa Torah".